# ممر ستيلفيو
ممر ستلفيو - النطق الإيطالي: ‎[ˈpasso ˈdello ˈstɛlvjo]‏; (بالألمانية: Stilfser Joch)‏; تُلفظ بالألمانية: [ˈʃtɪlfsɐ jɔx]) هو ممر جبلي في شمال إيطاليا - يبلغ ارتفاعه 2,757 متر (9,045 قدم) فوق مستوى سطح البحر. وهو أعلى ممر جبلي في جبال الألب الشرقية، ثاني أعلى طريق في جبال الألب، فقط 13 متر (43 قدم) أقل من قمة جبال الألب في فرنسا.

## الموقع
ممر ستيلفيو يقع في سلسلة الألب في إيطاليا بين ستيلفيس («ستلفيو» باللغة الإيطالية) في جنوب تيرول وبورميو في محافظة سوندريو. حوالي 75 كيلومتر (47 ميل) من بولزانو وكذلك على بعد 200 متر من الحدود السويسرية. يمتد شمالا من منحدر ستلفيو الغربية 
الطريق يربط فالتيلينا مع منتصف وادي فينوستا وميران. وعلى طول الطريق هناك مجموعة كبيرة من مناطق التزلج.

## سباق ستيلفيو للدراجات

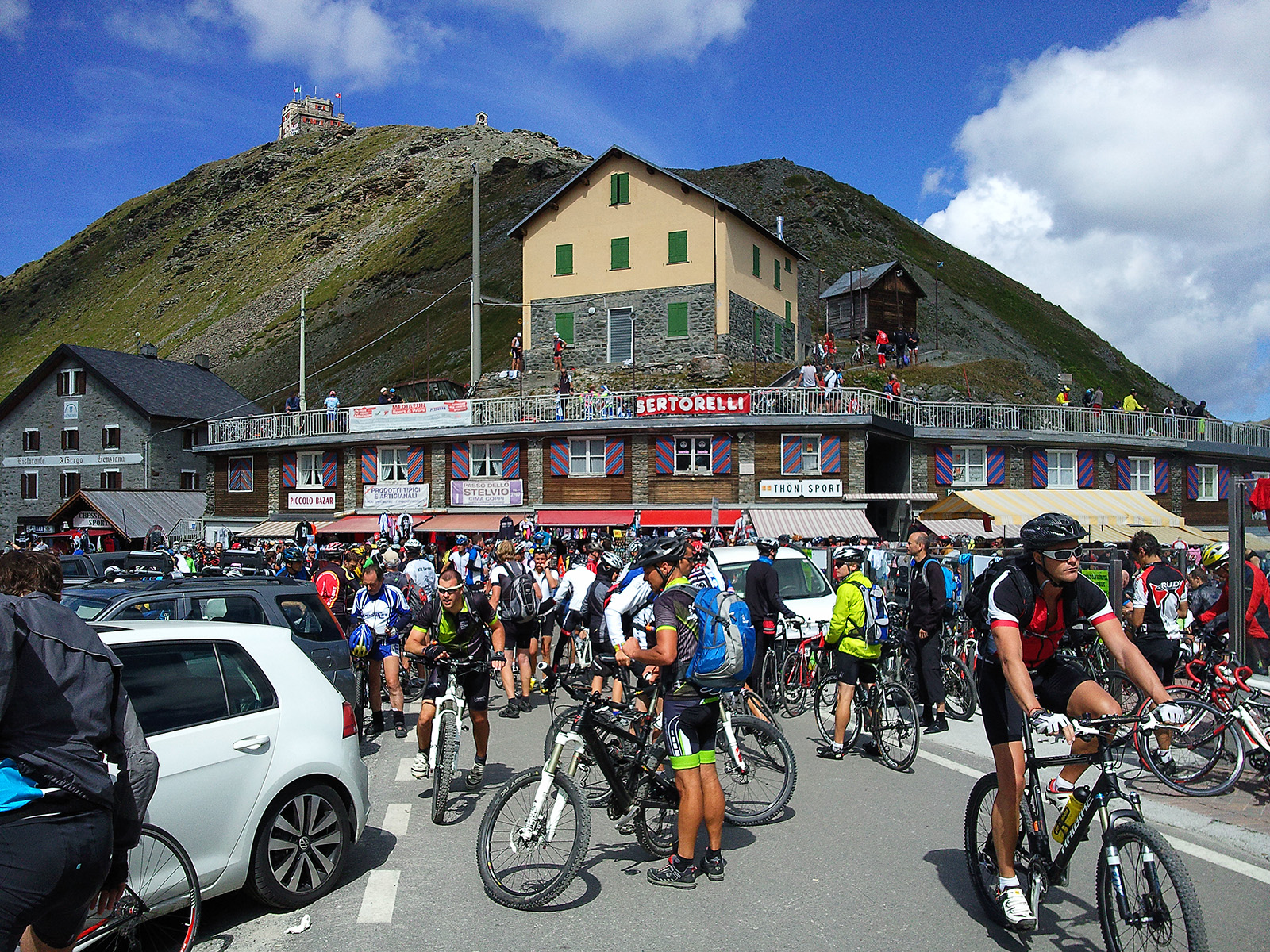
Stelvio Bike Day 2013

في كل عام وفي يوم السبت الأخير من شهر آب / أغسطس أو أول يوم سبت من شهر سبتمبر تقوم حديقة ستلفيو الوطنية بتنظيم سباق ستيلفيو للدراجات. وفي ذلك اليوم تبدأ الطريق من بورميو وبراد إلى ستفيليو، وكذلك الطريق من سانتا ماريا فال موستير تكون مغلقة أمام حركة المرور باستثناء الدراجات. في المتوسط يشارك حوالي 12,000 راكبي الدراجات.

## التاريخ
تم بناء الطريق الأصلي في العام  1820 من قبل الإمبراطورية النمساوية لربط مقاطعة لومبارديا النمساوية السابقة مع بقية النمسا، تغطي منطقة الصعود حوالي 1,871 متر (6,138 قدم) وكان مدير المشروع آنذاك المهندس:  كارلو دونيغاني (1775-1845). ومنذ ذلك الحين لم تتغير الطريق كثيرا. ما زال يوجد بها خمسة وسبعون منعطف حاد (دبوس الشعر)  48 منهم على الجانب الشمالي مرقمة بالحجارة.

## Notes
1. ↑  "Monte Scorluzzo : Climbing, Hiking & Mountaineering". SummitPost. مؤرشف من الأصل في 2018-12-21. اطلع عليه بتاريخ 2010-12-02.

## وصلات خارجية
- Stelvio National Park
- Stelvio Bike Day
- The Great European Rally drives down Stelvio Pass every year with up to 100 cars taking part.
- Stelvio. Crossroads of Peace
- Profile on climbbybike.com
- Photos Hairpins, Map, and Cycling Elevation Profile
- Michelin map of 23032 Passo dello Stelvio
- Photo of Stilfser Joch north ramp and Monte Scorluzzo